# Heliophanus japonicus
Heliophanus japonicus är en spindelart som beskrevs av Kishida 1910. Heliophanus japonicus ingår i släktet Heliophanus och familjen hoppspindlar. Inga underarter finns listade i Catalogue of Life.